# Ricky Brabec
Richard William Brabec, conegut com a Ricky Brabec   (San Bernardino, 21 d'abril de 1991), és un pilot de motociclisme nord-americà, el qual destaca a les modalitats de motocròs, enduro i ral·li raid. Ha guanyat en dues ocasions el Ral·li Dakar (2020 i 2024).

## Carrera esportiva
Nascut a San Bernardino, Brabec va començar a córrer en BMX quan tenia cinc anys. Quan en tenia quinze, la seva família es van traslladar a la ciutat d'Hesperia, al mateix comtat de San Bernardino però al mig del desert de Mojave.
Brabec va provar el motocròs fins que el 2011 va començar a córrer curses de desert. El 2014 va guanyar la Baja 1000, la Baja 500 i la San Felipe 250. El 2015 va quedar cinquè a la categoria de motos de l'Abu Dhabi Desert Challenge. El 2016 va ser sisè al Ral·li de Merzouga i setè al d'Atacama.
Brabec disputà per primera vegada el ral·li Dakar l'any 2016, finalitzant en novena posició. El 2017 hi va guanyar la seva primera etapa, però no va acabar la cursa. El 2018 hi estava classificat en sisè lloc quan va haver d'abandonar (era la segona vegada en la seva carrera que es retirava d'una cursa). El 2019 es va retirar de la cursa per tercer any consecutiu. El 2020, en la que fou la primera edició disputada a l'Aràbia Saudita, va guanyar la categoria de motos i dues etapes. La seva victòria suposà la primera d'un estatunidenc en aquesta prova i la primera d'una Honda des del 1989. El 2021, Brabec acabà en segona posició per darrere de Kevin Benavides. L'any 2024 tornaria a alçar-se com a guanyador de la prova, de nou amb una Honda.
A banda, Brabec ha participat en tres edicions dels Sis Dies Internacionals d'Enduro com a membre de la selecció dels Estats Units.

## Resultats al Ral·li Dakar
| Any  | Moto  | Posició | Etapes |
| ---- | ----- | ------- | ------ |
| 2016 | Honda | 9è      | 0      |
| 2017 | Honda | Ret.    | 1      |
| 2018 | Honda | Ret.    | 0      |
| 2019 | Honda | Ret.    | 1      |
| 2020 | Honda | 1r      | 2      |
| 2021 | Honda | 2n      | 3      |
| 2022 | Honda | 7è      | 0      |
| 2023 | Honda | Ret.    | 1      |
| 2024 | Honda | 1r      | 1      |